# Microgale principula
Microgale principula is een zoogdier uit de familie van de tenreks (Tenrecidae). De wetenschappelijke naam van de soort werd voor het eerst geldig gepubliceerd door Oldfield Thomas in 1926.

## Voorkomen
De soort komt voor in Madagaskar.